# Millionnaire (émission de télévision)
Ne doit pas être confondu avec Qui veut gagner des millions ?.
Pour les articles homonymes, voir Millionnaire (homonymie).
Millionnaire est une émission télévisée française diffusée du 12 octobre 1991 au 18 juillet 2009, consubstantielle au jeu de grattage homonyme de la Française des jeux créé le 30 septembre 1991. Initialement diffusé sur TF1 jusqu'au 25 avril 1999, le programme est passé de chaînes en chaînes pendant plus de 10 ans : France 3 (ou il est renommé Euro Millionnaire) en 2002, France 2 en 2004, à nouveau France 3 le 5 avril 2008, puis Direct 8 du 21 février 2009 au 18 juillet 2009.

## Historique
De 1991 à 1999, Millionnaire a été diffusé tous les samedis vers 13 h 50 (11 h 45 à partir de (septembre 1994) et dimanches vers 11 h 45 (à partir du 10 novembre 1991) avec Philippe Risoli sur TF1. Certains candidats se sont présentés sur le plateau et ont tourné la roue mais ne sont passés à l'antenne ni le samedi, ni le dimanche, faute de temps. Ils passaient alors le lundi matin dans Les Inédits du Millionnaire. Véritable phénomène de société (80 millions de tickets vendus par semaine en 1992, un record), l'émission pouvait réunir jusqu'à 50 % de parts de marché. Elle fut supprimée de la grille de TF1 en 1999,.
Ensuite et jusqu'en 2002, l'émission est animée par Roger Breton mais n'est pas diffusée à la télévision, à l'exception des chaînes de RFO. Du 2 mars 2002 au 3 janvier 2004, l'émission est rebaptisée Euro Millionnaire, transférée sur France 3, diffusée le samedi à 20 h 20, et animée par Sylvain Mirouf.
Puis du 15 mars 2004 au 14 mars 2008, elle est diffusée en semaine avant 13 h sur France 2, avec Marie-Ange Nardi à sa tête, et dure à peine 2 minutes car elle n'accueille qu'un seul gagnant par jour. Elle est plus comparable à un tirage de loterie au sens propre qu'à un « talk show à suspense » comme la décrivait alors Risoli, son animateur original.
Le 5 avril 2008, le Millionnaire s'installe sur France 3 à 20 h 20 avec Tex aux commandes et dure environ 25 minutes en accueillant 5 gagnants à chaque fois. Le 24 mai 2008, Tex laisse la place à Bruno Roblès et accueille non plus 5 mais 4 gagnants. À partir du 10 janvier 2009, à la suite de la suppression de la publicité après 20 h, l'émission est diffusée à 20 h 05.
Le 21 février 2009, après un an de diffusion sur cette chaîne, l'émission est transférée sur Direct 8,  chaîne de la TNT, car « elle n'avait plus sa place sur France 3 » selon Bruno Roblès. L'émission est supprimée le 18 juillet 2009.
Le 20 juin 2011, le ticket change radicalement : nouveau prix (10 € au lieu de 2), nouvelles règles (un coffre fort et un tirage), mais aussi disparition de la roue physique et par conséquent de l'émission télévisée.
En 2021, la FDJ a lancée un jeu à gratter dont le principe est similaire au Millionnaire et : La Grosse Roue.

## Règles
La première possibilité de gain d'un ticket du jeu Millionnaire est de découvrir 3 sommes d'argent identiques afin de remporter cette somme. La deuxième possibilité est de découvrir 3 symboles TV (ou étoiles selon les périodes), et donc de se qualifier pour le tour de roue à la TV. Si c'est le cas, voici le déroulement :
Les candidats, accueillis sur un plateau TV ou dans les locaux de la Française des Jeux, font face à une imposante roue de loterie professionnelle comportant 100 cases, identifiées par un numéro et délimitées par des crantages sur lesquels est fixée une plaque transparente, créant un espace dans lequel s'appuient la/les boules déterminant les gains au cours de leur rotation dans la roue. Sur ces cases sont installées des plaques acryliques colorées mentionnant des sommes, allant de 100 000 F à 1 000 000 F (puis 20 000 € à 1 000 000 €). Après une présentation plus ou moins courte, le candidat tourne la roue et gagne la somme d'argent figurant sur la plaque acrylique ornant la case où la boule s'est arrêtée. Au fur et à mesure que les années ont passé, certaines règles se sont ajoutées :
- de 1996 à 1997, le candidat devait choisir entre 2 boules, une jaune et une bleue ; et gagnait la somme où la boule qu'il avait choisie s'arrêtait. Selon la couleur choisie, le candidat tournait la roue d'un côté ou de l'autre (côté gauche pour la boule jaune et côté droit pour la bleue). La roue durant cette période voyait les boules latérales (celles servant de poignée aux candidats), peintes de la couleur ci-dessus évoquée.
- de 1997 à 1999, les règles se simplifient mais la roue elle-même se complexifie : elle passe de 100 à 74 cases, mais apparait alors une seconde roue au centre de la première (où se trouve le logo central Millionnaire), décorée non pas de plaques acryliques, mais d'une étoile de 12 branches peinte à-même la roue, chaque branche se finissant dans une case. Les candidats gagnaient un bonus de 100 000 francs en plus de leur gain (sauf en cas de million) si la boule jaune s'arrêtait sur l'une des cases ornées d'une des branches de ladite étoile. De plus, un nouveau segment de 700 000 F fait son apparition sur la roue (il n'y a plus que des gains au chiffre de centaines de milliers impairs, les gains hors million s'arrêtant à 600 000 F auparavant).
- entre 2002 et 2004, pour le retour à la télévision et le passage à l'euro, les règles changèrent fortement. Dans cette nouvelle version au look un peu plus futuriste, on passe d'une à trois roues tandis que la boule bonus est remplacée par un écran où on distinguait trois étoiles qui apparaissaient l'une après l'autre (une étoile valant un tour de roue, les trois étoiles annonçant les trois tours de roue obligatoires) et une pyramide qui tournait sur sa base, offrant un bonus de 10 000 € supplémentaires si cette dernière s'arrêtait sur la case bonus, en plus des gains des roues de départ.
- de 2004 à 2008, retour à une roue unique et disparition du bonus, ainsi que des nuances de couleur spécifiques à chaque lot sur les cases. La roue ne possède plus que trois couleurs (hormis le jaune pour le million, segment présent trois fois, séparant chaque zone), orange, rose, et rouge. Les segments à 200 000 € sont plus clairs.
- en 2008, la roue reprend des couleurs et de nouvelles règles s'appliquent aux tickets de grattage. Trois zones du ticket peuvent maintenant être grattées, tandis que, dans l'émission, deux nouveautés font leur apparition : la case multiplicateur qui est offerte sur les cases contenant une croix qui peuvent multiplier 20 000 € par 4 au maximum, puis des cases mystères font leur apparition également. Si un candidat tombe sur une de ces cases, trois points d'interrogation s'affichent sur un écran. Le candidat doit faire le choix entre l'un d'eux, sachant que l'une d'elles contient 20 000 €, l'autre 100 000 € et la dernière 1 000 000 €, augmentant ainsi les chances pour le candidat de gagner le jackpot.

## Animateurs
- de 1991 à 1999 : Philippe Risoli (TF1)
- de 1999 à 2002 : Roger Breton (RFO)
- de 2002 à 2004 : Sylvain Mirouf (France 3)
- de 2004 à 2008 : Marie-Ange Nardi (France 2)
- du 5 avril au 17 mai 2008 : Tex (France 3)
- du 24 mai 2008 au 18 juillet 2009 : Bruno Roblès (France 3, puis Direct 8)

## Parodies
- Une parodie par Les Inconnus : Les sousous dans la Popoche, dans laquelle les candidats se pressaient sur la roue, impatients de la tourner plutôt que de répondre aux questions d'un Philippe Risoli incarné par Bernard Campan, dans cette parodie du format original de l'émission.
- Les Inconnus parodient à nouveau le jeu dans une scène du film Les trois frères.
- Le Grand Bluff de Patrick Sébastien : l'un des épisodes de l'émission de caméras cachées a mis en action un Patrick Sébastien grimé et volontairement agé,piégeant Philippe Risoli en pleine session de tournage.